# Chukchis
Os chukchis (em russo:  чукчи (plural), чукча (singular)) são um grupo étnico nativo da Sibéria (Rússia). Distribuem-se entre  península Chukchi e o litoral do mar de Chukchi e do mar de Bering, no oceano Ártico, e suas origens estão ligadas aos habitantes da área do mar de Okhotsk.
Originalmente, eram nômades caçadores de renas, habitando em moradias portáteis (iarangas) cobertas com pele de rena e bem vedadas para reter o calor. Atualmente, só uma parte deles conservam um estilo de vida nômade. Alguns ainda trabalham na criação de renas ou na caça de mamíferos marinhos.
Segundo recentes pesquisas genômicas, os chukchi são os parentes asiáticos mais próximos dos povos indígenas das Américas.

## Nome
A denominação Chukchi é uma adaptação para o russo da palavra chukota chauchu, "ricos em renas". Os Chukchis chamam a si próprios de /ɬəɣʔorawətɬʔat/ (singular /ɬəɣʔorawətɬʔan/), "o povo verdadeiro".

## Grupos
Há dois grupos de chukchis: os da tundra ou do interior, que vivem tradicionalmente da criação de renas e que são chamados Chauchu ("rico em renas"); e os do litoral, que vivem da pesca de mamíferos marinhos e que são chamados Ankallyt ("povo do mar"). O conjunto dos dois grupos é denominado Lygoravetlyan ou Luorawetlan, "pessoa verdadeira".

## Idiomas
A grande maioria dos Chavchu fala chukoto e resiste ao uso da língua russa e também à cultura russa. Os Ankalyn mais jovens do que 50 anos  falam russo, em sua maioria, além do idioma chukoto. Entre os chukchis, há vários falantes das línguas iacuta, lamut e yukaghir.

## História
Nos tempos pré-históricos, os Chukchis eram nômades e viviam da caça, pesca e coleta. Em 1643, os russos tiveram o primeiro contato com os chukchis no rio Colimá. Em 1649, tiveram novo contato no rio Anadyr. O trecho entre Nizhnekolymsk e o forte de Anadyrsk tornou-se, então, uma grande rota comercial. Durante a primeira metade do século XVIII, o Czarado da Rússia (e, posteriormente, o Império da Rússia) tentou conquistar os chukchis. Diante da resistência dos chukchis, os russos optaram pelo estabelecimento de relações comerciais pacíficas com estes a partir da segunda metade do século XVIII.
Na primeira metade do século XIX, chegaram os primeiros missionários ortodoxos. No começo da década de 1920, os soviéticos criaram fazendas estatais e cooperativas agrícolas na região, baseadas na criação de renas, na pesca de mamíferos marinhos e no artesanato de presas de morsa. Dado que os chukchis foram educados em escolas soviéticas, quase 100% deles falam e escrevem, fluentemente, a língua russa. Atualmente, apenas uma pequena parte dos Chukchis tem um estilo de vida nômade e baseado na criação de renas, na caça de ursos-polares e na pesca de mamíferos marinhos.